# Jürgen E. Kratzmann
Jürgen Egon Kratzmann (* 23. Mai 1946 in Hamburg) ist ein deutscher Marineoffizier (Flottillenadmiral a. D.) und Journalist.

## Leben
Kratzmann trat 1967 (Crew IV/67) als Marineoffiziersanwärter in die Bundeswehr ein. 1970 wurde er zum Leutnant zur See befördert. Nach verschiedenen Verwendungen wurde er 1974 Jugendoffizier. Es folgte eine Zwischenverwendung als Versorgungsoffizier (SVO) auf dem Zerstörer „Lütjens“ und von 1980 bis 1982 die Admiralstabsausbildung an der Führungsakademie der Bundeswehr (FüAkBw) in Hamburg. Danach war er Lehrstabsoffizier am Zentrum Innere Führung (ZInFü) in Koblenz. 1984 übernahm er ein Dezernat im Marineunterstützungskommando (MUKkdo) in Wilhelmshaven. 1986 wurde er Inspektionschef an der Marineversorgungsschule (MVS) in List.
Nach einer dreijährigen Verwendung als Leiter Studentenfachbereich Elektrotechnik/Wirtschaftsingenieurwesen an der Universität der Bundeswehr Hamburg wurde er Referent im Führungsstab der Streitkräfte (Fü S) in Bonn. Ab 1991 arbeitete er im Presse- und Informationsstab des Bundesministeriums der Verteidigung (Pr-/InfoSt). Verschiedene Aufgaben führten ihn über das Marineunterstützungskommando in Wilhelmshaven 1996 als Referatsleiter ins BMVg. 2000 wurde er schließlich Admiral Marinelogistik im Marineunterstützungskommando. Von 2000 bis 2001 war er Leiter der Arbeitsgruppe Logistik in Bonn. Bis zu seinem Ruhestand 2008 war er im Dienstgrad eines Flottillenadmirals Unterabteilungsleiter Rüstung (RüVII) im BMVg.
Kratzmann war vom Juni 2008 bis Ende 2018 Chefredakteur der maritimen Fachzeitschrift MarineForum.
Am 5. Mai 2009 wurde Kratzmann in Rom der Verdienstorden der Italienischen Republik „Officer of the Order of Merit of the Italian Republic“ verliehen.
Kratzmann ist verheiratet und Vater von vier Kindern.
| Personendaten    | Personendaten                               |
| ---------------- | ------------------------------------------- |
| NAME             | Kratzmann, Jürgen E.                        |
| ALTERNATIVNAMEN  | Kratzmann, Jürgen Egon (vollständiger Name) |
| KURZBESCHREIBUNG | deutscher Marineoffizier und Journalist     |
| GEBURTSDATUM     | 23. Mai 1946                                |
| GEBURTSORT       | Hamburg                                     |